# خوسيه ريفيرو (لاعب غولف إسباني)
خوسيه ريفيرو (بالإسبانية: José Rivero) هو لاعب غولف إسباني، ولد في 20 سبتمبر 1955 في مدريد في إسبانيا.

## وصلات خارجية
- هذه المقالة غير مرتبط بويكي بيانات